# Republic
För andra betydelser, se Republic (olika betydelser).
Republic är ett studioalbum från 1993 av New Order.
Det hade gått fyra år sedan bandets senaste albumsläpp, och det var många som undrade om de fortfarande arbetade tillsammans då bandet bråkade oerhört mycket under det tidiga 1990-talet. Vilket även speglar albumet. Något som ofta varit starkt förknippat med både Joy Division och New Order har varit Peter Hooks basgångar som varit väldigt framträdande och använts på flera låtar som en leadgitarrist. Det saknas på stora delar av Republic och vissa fans ser snarare skivan som ett soloprojekt av sångaren och gitarristen Bernard Sumner.

## Låtlista
Alla låtar skrivna av New Order.
1. "Regret"  – 4:08
2. "World (The Price of Love)"  – 4:44
3. "Ruined in a Day"  – 4:22
4. "Spooky"  – 4:43
5. "Everyone Everywhere"  – 4:24
6. "Young Offender"  – 4:48
7. "Liar"  – 4:21
8. "Chemical"  – 4:10
9. "Times Change"  – 3:52
10. "Special"  – 4:51
11. "Avalanche"  – 3:14

## Listplaceringar
Album - Billboard (USA)
| År   | Lista         | Topplacering |
| ---- | ------------- | ------------ |
| 1993 | Billboard 200 | 11           |

Singlar - Billboard (USA)
| År   | Singel            | Lista                              | Topplacering |
| ---- | ----------------- | ---------------------------------- | ------------ |
| 1993 | "Regret"          | Hot Dance Music/Club Play          | 1            |
| 1993 | "Regret"          | Hot Dance Music/Maxi-Singles Sales | 3            |
| 1993 | "Regret"          | Modern Rock Tracks                 | 1            |
| 1993 | "Regret"          | Billboard Hot 100                  | 28           |
| 1993 | "Regret"          | Top 40 Mainstream                  | 7            |
| 1993 | "Ruined in a Day" | Modern Rock Tracks                 | 30           |
| 1993 | "World"           | Hot Dance Music/Club Play          | 1            |
| 1993 | "World"           | Hot Dance Music/Maxi-Singles Sales | 26           |
| 1993 | "World"           | Modern Rock Tracks                 | 5            |
| 1993 | "World"           | Billboard Hot 100                  | 92           |
| 1994 | "Spooky"          | Hot Dance Music/Club Play          | 6            |
| 1994 | "Spooky"          | Hot Dance Music/Maxi-Singles Sales | 36           |